# طين الابران (الملاح)

تعديل مصدري - تعديل

طين الابران هي إحدى قرى عزلة الملاح بمديرية الملاح التابعة لمحافظة لحج، بلغ تعداد سكانها 48 نسمة حسب تعداد اليمن لعام 2004.